# Carlo Negri (autore televisivo)
Carlo Negri (Sesto San Giovanni, 1º maggio 1974) è un autore televisivo, drammaturgo e scrittore italiano.

## Biografia
Muove i primi passi artistici nel mondo della prestigiazione. Dopo aver calcato per qualche anno le scene come “mago”, passa al teatro e come attore interpreta qualche replica nella commedia “Sbarlusc” di e regia Giulio Baraldi, nella parte di Rino. La parola e la risata sono la sua vera passione, quindi la sua carriera si divide in due grandi filoni: la scrittura e la comicità.
Come artista comico, oltre a frequentare svariati laboratori di cabaret, approda alla tv nella trasmissione televisiva “Caffèteatro Cabaret” su Rai 2, nel ruolo di presentatore/voce fuori campo.
L'anno dopo (2007) interpreta la fiction “Andata e Ritorno” di Rai 2, nella parte di uno dei tre boy scout con Salvo Spoto e Francesco Rizzuto.
Poi arriva Odeon TV, dove lo vediamo come conduttore televisivo nelle trasmissioni “Hotel 30 stelle”, “Lombardia, avanguardia per tradizione” e “Basta un poco di zucchero”. Lo si può vedere anche in una piccola parte nella trasmissione Cuork su LA7, nei panni di un pluridivorziato.
Ma è la scrittura la sua vera passione.
Come autore televisivo, Carlo ha scritto le trasmissioni “Caffèteatro Cabaret” su Rai 2, “Co co comici” e “Basta un poco di zucchero” per Odeon tv, “Il cinque du Cirill” Rai 3, “Container”, “Risollevante” “Razza Ridens” su SKY Comedy Central e “Saturday night live” Italia 1.
Come drammaturgo ha scritto per il teatro: “Classe ‘67” e “Tale e quale a me” di Gabriele Cirilli, “2” con Stefano Gorno e Franco Bocchio, “I Promessi Sposi 2, la vendetta” con Salvo Spoto, “Un po' di me”, “Del mio meglio” e “Confessioni d'estate” di Giuseppe Giacobazzi.
Ha preso parte, come autore, al progetto “Ti aspetto fuori”, dove all'interno del carcere di massima sicurezza di Opera (Milano), si è cercato di “insegnare” la comicità e il cabaret a 15 detenuti, per portarli poi ad esibirsi sul palco del locale “Zelig” di Viale Monza 140 Milano.
Per l'editoria ha collaborato come critico musicale per riviste come ”Beat press”, aveva un editoriale comico su “G magazine” rivista sul mondo del Texas hold 'em e curava la pagina musicale e un suo appuntamento comico su “Playboy Italia”.
È alla pubblicazione del suo primo romanzo dal titolo “Odore di mare, fil di ferro e gelsomini”, edito da ABEditore.

## Teatro
- 2025: regia dello spettacolo “Festival Della Magia”, condotto da Raul Cremona al Teatro Manzoni di Milano.
- 2017: regia dello spettacolo “Something” della compagnia “Liberi di” presso il New Victory Theatre di New York.

- 2016/2017: collaborazione ai testi dello spettacolo “Io ci sarò” di Giuseppe Giacobazzi.

- 2015: collaborazione ai testi dello spettacolo “Confessioni d'estate” di Giuseppe Giacobazzi.

- 2014/15: collaborazione ai testi dello spettacolo “Un po' di me” di Giuseppe Giacobazzi.

- 2014/15: drammaturgia dello spettacolo “Tale e quale a me” di Gabriele Cirilli.

- 2014: drammaturgia dello spettacolo “Del mio meglio” di Giuseppe Giacobazzi.

- 2013/14: collaborazione ai testi dello spettacolo “Un po' di me” di Giuseppe Giacobazzi.

- 2011: drammaturgia e regia dello spettacolo “2” con Stefano Gorno e Franco Bocchio.

- 2010: drammaturgia dello spettacolo “Classe ‘67” di Gabriele Cirilli.

- 2003: Teatro Verdi (MI), Teatro Sociale (Canzo LC), “Sbarlusc” di e regia Giulio Baraldi, come attore nella parte di Rino.

- 2003: Aiuto regia ne “La Grande Magia” di Eduardo de Filippo; saggio del 2º anno della Scuola di Teatro “Quelli di grock”, regia di Alessandro Castellucci.

## Tv
- 2011: “Razza Ridens” SKY Comedy Central[collegamento interrotto], come autore.

- 2011: “Risollevante” SKY Comedy Central[collegamento interrotto], 4 puntate come autore.

- 2011: “Saturday night live” Italia 1, 9 puntate come autore.

- 2010/2011: “Container” SKY Comedy Central[collegamento interrotto], 5 puntate come autore.

- 2010: “Palco e retropalco” con “Il cinque du Cirill” Rai 3, autorato, una puntata.

- 2010: “Cuork” LA7, una puntata.

- 2008/2009: conduzione e autorato della trasmissione “Basta un poco di zucchero”, 100 puntate su Odeon TV.

- 2008: autorato della trasmissione “Co co comici”, 9 puntate su Odeon TV.

- 2008: conduzione di una trasmissione su Odeon TV, 30 puntate, dal titolo “Lombardia, avanguardia per tradizione”.

- 2008: conduzione di un quiz su Odeon TV, 30 puntate, dal titolo “Hotel 30 stelle”.

- 2007: fiction “Andata e Ritorno” di Rai 2, 12 puntate nella parte di uno dei tre boy scout con Salvo Spoto e Francesco Rizzuto.

- 2006: trasmissione televisiva “Caffèteatro Cabaret” su Rai 2; 5 puntate nel ruolo di presentatore con voce fuori campo e autore.

## Editoria
- 2017: “Conosci il tuo nemico”, edito da ABEditore, scritto con Salvo Spoto e illustrato da Angela Varani.

- 2016: “Un po' di me”, edito da Sperling & Kupfer, scritto con Giuseppe Giacobazzi.

- 2015: “Scoprendo Enzo”, edito da ABEditore, scritto con Simone Galbiati.

- 2015: “Odore di mare, fil di ferro e gelsomini”, edito da ABEditore.

- 2012: appuntamento mensile “Parola di Ruggiero” su Playboy Italia firmata con lo pseudonimo di Ruggiero Baldoni.

- 2011/12: redattore pagina musicale di Playboy Italia.

- 2009: collaborazione con riviste quali “G magazine” e ”Beat press”.